# Lycium pallidum
Espèce
Lycium pallidum est une espèce de plante nord-américaine de la famille des Solanaceae.

## Description
Lycium pallidum est un arbuste atteint 1 à 3 mètres de hauteur. C'est un enchevêtrement dense de branches épineuses étalées ou dressées. Il peut former des fourrés touffus. Les feuilles sont pâles. La plante est caduque.
Les fleurs sont solitaires ou portées par paires. Ils sont en forme d'entonnoir et jaune crème à vert jaunâtre ou crème verdâtre, parfois teintés de pourpre. Elles sont parfumées et pollinisées par des insectes. La floraison a lieu de février à août.
Le fruit est une baie rouge juteuse, de forme ovale et brillante contenant jusqu'à 50 graines. La plante se reproduit par graines et peut également se propager par bouturage et par drageon et marcottage.

## Répartition
Lycium pallidum est présent au sud-ouest des États-Unis et du nord au centre du Mexique. Aux États-Unis, on le trouve de la Californie au Texas et jusqu'au nord de l'Utah et du Colorado. Au Mexique, on le trouve dans les États du Sonora, Chihuahua, Zacatecas et San Luis Potosí.
Cette plante pousse dans de nombreux types d'habitats désertiques. Elle se rencontre dans les forêts de pins et de genévriers, d'armoise, la steppe de buisson, la savane et d'autres écosystèmes. Elle peut pousser dans des sols à haute salinité. Elle est caractéristique de la flore du désert des Mojaves et se rencontre également dans les déserts de Sonora et de Chihuahua.

## Écologie
Dans le désert des Mojaves, Lycium pallidum pousse souvent avec Krascheninnikovia lanata, Krameria erecta, Grayia spinosa, Acamptopappus shockleyi, Psorothamnus fremontii, Menodora spinescens, Lycium andersonii et des espèces d’Ephedra, Opuntia et Yucca. En Arizona, elle pousse près des rivières en compagnie de Platanus wrightii, de saules, de Juglans major,  de Populus fremontii, de Juniperus deppeana, de Quercus arizonica et de Fraxinus velutina.
De nombreux types d'animaux consomment les fruits, notamment le Phénopèple luisant. Les Neotoma mangent le feuillage.
Elle est une plante hôte des chenilles de Sagenosoma.

## Usage
Cette plante est commune autour des ruines des Anasazis ; ils l'ont peut-être simplement ramassé et laissé tomber les graines, mais il est possible qu'ils l'aient cultivé.
Les Amérindiens utilisent la plante à des fins médicinales. Les Navajos l'utilisent pour les maux de dents. Ils la considèrent comme une plante sacrée et l'ont sacrifiée aux dieux. On mange le fruit frais, cuit ou séché, en le mangeant mélangé à de l'argile, en le faisant bouillir dans un sirop et en le transformant en boissons. Chez les Zuñis, les baies sont mangées crues lorsqu'elles sont parfaitement mûres ou bouillies et parfois sucrées. Les feuilles moulues, les brindilles et les fleurs étaient données aux guerriers pour leur protection pendant la guerre.